# Джанашія Симон Миколайович
Симон Миколайович Джанашія (також Джанашіа; груз. სიმონ ნიკოლოზის ძე ჯანაშია) (13 (26) липня 1900 року, с. Макванеті Озургетського повіту Кутаїської губернії — 15 листопада 1947, Тбілісі) — грузинський історик і громадський діяч, один із засновників і академік Академії наук Грузинської РСР, доктор історичних наук, професор. Депутат Верховної ради СРСР 2-го скликання (1946—1947).

## Біографія
Симон Джанашія народився 13 (26) липня (за іншими джерелами — 5 (18) листопада) 1900 року, в селі Макванеті (Гурія). Його батьком був відомий грузинський педагог, етнограф і громадський благодійник Ніколоз Джанашія (1872—1918).
Симон Джанашія навчався в гімназії в місті Сухумі. У 1922 році закінчив історичне та лінгвістичне відділення Тифліського державного університету (перший випуск). У 1924—1947 він був викладачем (1924—1930), доцентом (1930—1935) і професором та завідувачем кафедри історії Грузії (1935—1947) цього університету. У 1936 році Джанашія став директором Інституту мови, історії та матеріальної культури імені академіка Марра Грузинської філії Академії наук СРСР, з 1945 року очолював Інститут історії Грузії імені академіка Джавахішвілі.
Член ВКП(б) з 1940 року.
З червня 1939 року — заступник голови Грузинської філії АН СРСР. У 1941 році при заснуванні Академії наук Грузинської РСР був обраний її дійсним членом. У 1941—1947 був віцепрезидентом Академії наук Грузинської РСР. У 1943 році обраний академіком АН СРСР.
З 1937 року Джанашія був одним з організаторів археологічних розкопок у Мцхеті і Армазі (Східна Грузія).

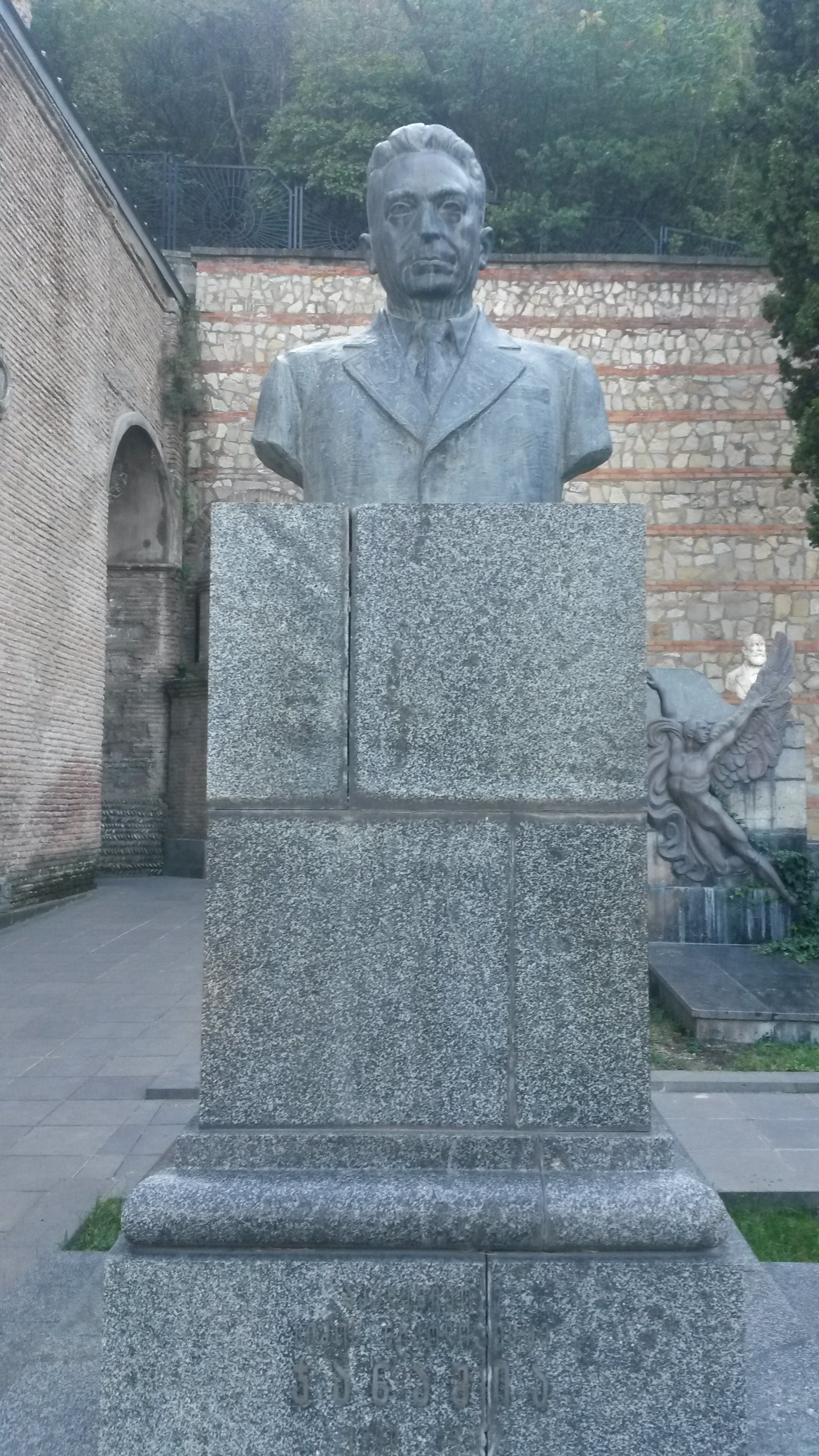
Могила С. Джанашії у Пантеоні Мтацмінда

Симон Джанашія помер 15 листопада 1947 року в Тбілісі, похований у пантеоні Мтацмінда.
У СРСР ім'я академіка Джанашії було присвоєно Державному музею Грузії.

## Діяльність
Основними напрямами наукових інтересів Симона Джанашії були:
- етногенез грузинського народу та інших піренейсько-кавказьких народів,
- генезис феодалізму в Грузії і на Кавказі,
- історія стародавньої Грузії,
- археологія стародавньої Грузії,
- історія царств Іберія і Колхеті (Колхіда),
- історія християнства в Грузії,
- джерела з історії Грузії і Кавказу,
- грузинська, сванська, абхазька, адигейська та інші мови.

Джанашія є автором понад 100 науково-дослідних робіт (серед них близько 10 монографій). У 1949—1968 роках у Тбілісі було опубліковано зібрання його праць.

## Нагороди та премії
- два ордени Леніна (24.02.1941,)[4]
- орден Трудового Червоного Прапора (10.06.1945)
- медаль «За оборону Кавказу»
- медаль «За доблесну працю у Великій Вітчизняній війні 1941—1945 рр.»
- Сталінська премія першого ступеня (1943) — за багаторічні видатні роботи в галузі науки
- Сталінська премія другого ступеня (1947) — за наукову роботу «Історія Грузії з найдавніших часів до початку XIX століття» (1946)